# Jonas Eriksson
Jonas Eriksson (født 28. marts 1974) er en svensk fodbolddommer fra Sigtuna. Han debuterede i den bedste svenske liga, Allsvenskan i 2000. To år senere i 2002 blev han udnævnt til at dømme under det internationale fodboldforbund FIFA. Fra 2009/10 sæsonen har han været indrangeret som Elite Kategori-dommer, der giver adgang til at dømme kampe på allerhøjeste internationale niveau.
Eriksson er blandt de udtagede dommere til sommerens EM 2012 i Polen og Ukraine

## Karriere

### EM 2012
Eriksson slutrunde-debuterer ved EM 2012 i Polen og Ukraine, hvor han har fået tildelt følgende kampe:
- Holland –  Tyskland (gruppespil)

## Kampe med danske hold
- Den 9. februar 2011: Venskabskamp: Danmark – England 1-2